# Gaetano Scorza
Gaetano Scorza   (Morano Calabro, 29 de setembre de 1876 - Roma, 6 d'agost de 1939) va ser un matemàtic italià.

## Vida i obra
Scorza, fill d'un terratinent. va fer els estudis secundaris al Collegio Nazareno de Roma i a les Escoles Pies de Florència, abans d'ingressar a la universitat de Pisa, en la qual es va doctorar el 1898. Després d'un curs a Pisa com assistent d'Eugenio Bertini i un altre a la universitat de Torí com assistent de Corrado Segre, va estar una llarga temporada com a professor de matemàtiques a instituts de Terni, Bari i Palerm.
El 1912 va ser nomenat professor de geometria de la universitat de Càller i subseqüentment de les universitats de Catània, de Parma, de Nàpols i, finalment el 1935, de Roma. Va morir en aquesta ciutat quatre anys més tard. El seu fill Giuseppe Scorza Dragoni (1908-1996) també va ser un reconegut matemàtic.
Seguint els passos del seus mestres, Bertini i Segre, Scorza va fer recerca sobre tot en geometria algebraica. Els anys 1902-1903 va publicar una sèrie d'articles sobre economia matemàtica, que va irritar profundament Vilfredo Pareto, de qui va afirmar que les seves teories de l'equilibri i de la maximització del benestar eren absolutament falses. Després d'una agra resposta de Pareto, no va tornar a escriure res més d'economia.
A partir del 1916, es va començar a interessar per les matrius de Riemann i les seves àlgebres associades. D'aquests estudis van sorgir les varietats de Scorza. Els últims anys de la seva vida els va dedicar a preparar un tractat sobre teoria dels grups finits. El llibre, Gruppi astratti, es va publicar de forma pòstuma el 1942.
Els anys 1960-1962, la Unione Matematica Italiana, va editar les seves obres escollides en tres volums.